# TK Records
TK Records, auch bekannt als „the Miami Sound“ oder „the Sound of Sunshine“, war ein US-amerikanisches Independent-Label mit Sitz in Hialeah, Florida. Das Label wurde 1972 von Henry Stone und Steve Alaimo gegründet; die Buchstaben „TK“ verweisen auf den Toningenieur Terry Kane, der das Aufnahmestudio in Stones Bürohaus aufbaute. TK Records ging 1981 bankrott.
TK Records wurde vor allem mit der aufkommenden Disco-Musik bekannt. 1974 hatte das Label mit Rock Your Baby von George McCrae einen der ersten Disco-Hits auf Platz 1 der Charts. KC and the Sunshine Band hatten bei TK Records eine ganze Reihe von Top-Hits, darunter zum Beispiel That’s the Way (I Like It) und (Shake, Shake, Shake) Shake Your Booty.
TK Records hatte mehrere Sublabels, etwa Cat Records, Drive Records, Marlin Records und einige mehr. Zu den Musikern, die bei TK Records oder einem der Sublabels veröffentlichten, gehörten unter anderem Betty Wright, Blowfly, Latimore, Gwen McCrae und Anita Ward.
1980 geriet TK Records in finanzielle Schwierigkeiten und meldete 1981 Bankrott an. Die letzte von TK Records veröffentlichte Single war 1981 Weird Al Yankovics Another One Rides the Bus, eine Parodie auf den Queen-Hit Another One Bites the Dust.